# Lešek III.

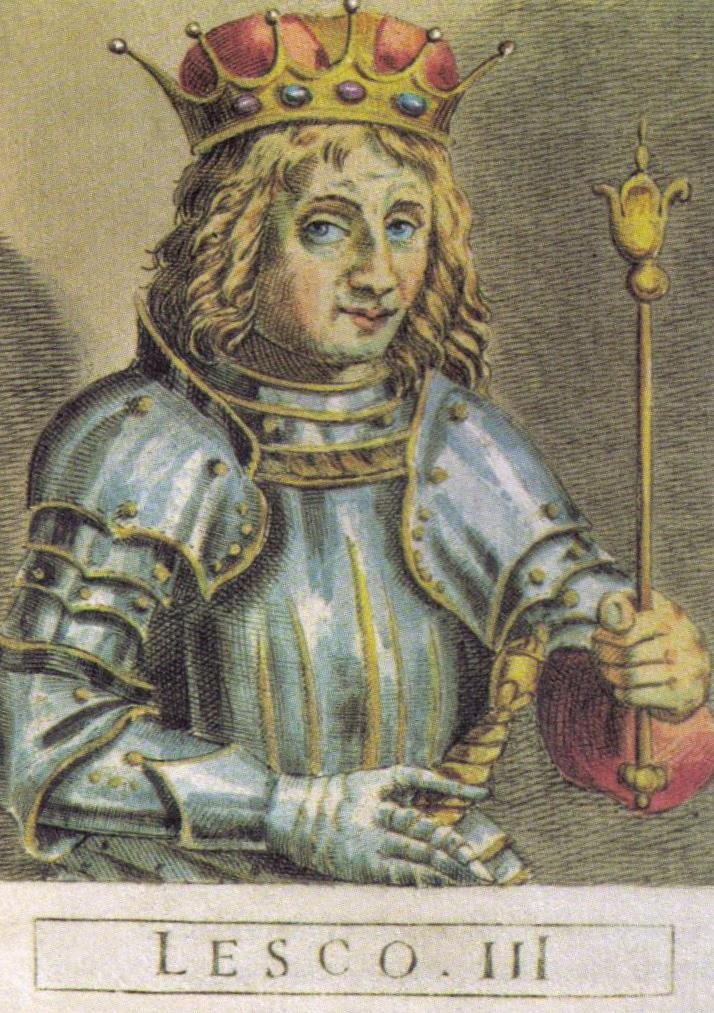
Lešek III.

Lešek III. (polsky Leszko III.) – legendární vládce Polska, byl poprvé zaznamenán v Kronice Vincenta Kadlubka (polsky Kronika Wincentego Kadłubka). Syn Leška II., otec Popiela I. a děd Popiela II.

## Legenda
Podle Vincenta Kadłubka Lešek III. svedl tři vítězné bitvy s vojsky Julia Caesara (100 př. n. l. – 44 př. n. l.). Když bojoval v Parthské říši, porazil Marca Licinia Crassa. Podle kronikáře vládl kmenu Dáků, Parthům a zemím, které ležely dál za zemí Parthů.
Zase podle jiné kroniky (Kronika velkopolská), jeho vláda sahala na západě po Vestfálsko, Sasko, Bavorsko a Durynsko. Poražený Julius Caesar mu měl dát za manželku svou sestru Julii (ale kterou, Julius Caesar měl sestry dvě – Julii Minor a Julii Major), která pak dostala věnem Bavorsko. Od Leška III. zase získala „srbskou provincii“, tedy Lužicko. Julie založila dvě města, které pojmenovala svým jménem: Julius, dnes Lebus, a Julin, dnes Lublin (latinsky Lublinum, podle Velkopolské kroniky však Wolin, dřív znám také jako Julin, polsky Wołyń, německy Wollin, česky Volyně, Volín). Pod nátlakem senátu Caesar zkoušel získat zpět Bavorsko, čímž chtěl vyvolat konflikt s Leškem III., který v návaznosti na jeho jednání poslal svou ženu, Caesarovu sestru, zpět do Říma.
Z manželství s Julii měl mít syna Popiela I. Po jejím „odsunutí“ do Říma se oženil s konkubínou, která mu porodila 20 synů, kteří po jeho smrti získali svá samostatná knížectví.
Legenda o Leškovi III. byla více fantastickým dílem, než realistickým zápisem události. Pozdější kronikáři se pokusili o její racionalizaci. Jan Długosz vynechal příběh o Caesarovi] a napsal, že Lešek III. dbal o to, aby byl dobrý vládce a pomáhal Maďarům ve válkách s Řeky a Italy. Marcin Bielski přenesl jeho panování do doby Karla Velikého.

## Potomkové dle legendy
V závorce je uveden polský název. Za pomlčkou pak země, kterou od otce konkrétní syn získal.
- Popiel I. – nástupce trůnu
- Boleslav (Bolesław) – Pomořansko (Pomorze)
- Kazimír (Kazimierz) – Kašubsko (Kaszuby)
- Vladislav (Władysław) – Kašubsko (Kaszuby)
- Vratislav (Wratysław) – Rujánu (Rania)
- Oddon – Holštýnsko (Dytywonia)
- Barwin – Pomořansko (Pomorze)
- Přibyslav (Przybysław) – Holštýnsko (Dytywonia)
- Přemyslav (Przemysław) – Braniborsko (Zgorzelice, také jako Brandenburgia)
- Jaksa – nejspíše Lužické Srbsko (Biała Serbia)
- Semian – nejspíše Lužické Srbsko (Biała Serbia)
- Siemovít (Siemowit) – Braniborsko (Zgorzelice, také jako Brandenburgia)
- Siemomysl (Siemomysł) – Braniborsko (Zgorzelice, také jako Brandenburgia)
- Bogdal – Pomořansko (Pomorze)
- Spytihněv (Spicygniew) – Svobodné hanzovní město Brémy (Brema)
- Spytimír (Spicymir) – Lüneburg (Luneburg)
- Zbyhněv (Zbigniew) – Štětín (Szczecin)
- Soběslav (Sobiesław) – hrad Dahlenburg (gród Dalen)
- Vizimír (Wizymir) – Wismar (Wyszomierz)
- Čestmír (Czestmir) – Holštýnsko (Dytywonia)
- Věslav (Wisław) – Magdeburg (Międzyborze)